# Perameles wilkinsonorum
Perameles wilkinsonorum — вимерлий вид бандикутів, який мешкав у період пліоцену, в Австралії. Його виявили у Діг-Сайт, на півдні Квінсленда.

## Морфологічна характеристика
Нижній зубний ряд P. wilkinsonorum практично не відрізняється від зубного ряду P. bowensis, але це не є несподіваним, оскільки показано, що нижні зубні ряди у видів Perameles мають відносно мало діагностичних ознак, які відрізняють види, на відміну від верхніх зубних рядів.

## Назва
Вид названо на честь Сека і Доріс Вілкінсон, які провели розкопки і знайшли ці зразки.